# Lütjens (D 185)
O Lütjens foi um contratorpedeiro da Marinha Alemã e a primeira embarcação da classe Lütjens. O navio recebeu seu nome em honra ao almirante Günther Lütjens, que comandou o grupo de batalha Bismarck e Prinz Eugen durante a Operação Rheinübung. O navio foi oficialmente aposentado em 18 de dezembro de 2003 após 30 anos de serviço.